# Slaget vid Wakefield
Slaget vid Wakefield ägde rum i Wakefield i West Yorkshire den 30 december 1460, och var en av de viktigaste händelserna under Rosornas krig. Det stod mellan den kungliga armén ledd av drottningen Margareta av Anjou, och anhängarna till Rikard, hertig av York, som gjorde anspråk på tronen.
York hade redan lyckats att få ett löfte från kung Henrik VI av England att kronan vid Henriks död skulle gå till Rikard och hans arvtagare. Margareta vägrade att acceptera detta löfte som tvingats fram, och var fast besluten att försvara sin ende sons arv. Edvard, prinsen av Wales var vid denna tid omkring sex år gammal. Med en styrka som var större än yorkisternas marscherade hon norrut för att möta hertigen. Vad som sedan hände är inte helt klart, och de flesta är mest bekanta med  William Shakespeares version av händelserna, särskilt "mordet" på Yorks andre son Edmund, earl av Rutland.
I Shakespeares pjäs, porträtteras Edmund som ett litet barn, och efter att han slaktats, plågar Margareta fadern, York, innan hon mördar honom med. York dog dock i striden och sonen Edmund som var sjutton år gammal var gammal nog att delta i slaget. Yorks förlust berodde troligen på hans övermod, att han vägrade att vänta på att förstärkningar skulle anlända innan han lämnade sitt fäste på Sandal Castle för att möta lancastrarna. 
Resultatet av slaget var viktigt huvudsakligen för att det lämnade Yorks äldste son, Edvard, som den yorkist som gjorde anspråk på tronen. Edvard, trots sin ungdom, skulle visa sig vara en enastående befälhavare och skicklig politiker och skulle så småningom bli Edvard IV av England.
Slaget sägs av somliga vara källan till barnramsan The Grand Old Duke of York.